# اللي تمنيته (ألبوم)
اللي تمنيته، هو أحد ألبومات المطربة اللبنانية نوال الزغبي، تم إنتاج الألبوم وتوزيعه عام 2002 من قبل شركة عالم الفن.

## الأغاني
1. إللي اتمنيته
2. غيب عن عنيه
3. بيلقلك
4. يانا يانا
5. ويلي ياهوا
6. ياحبيبي انا
7. تركني روح
8. نار الغرام
9. حبيب ديالي
10. مالك عليا يمين